# 后清国
后清国，是指1957年在河北承德，由收元门首领李俊刚为首成立的一个秘密结社政权。

## 概述
1957年春，承德地区兴隆县收元门道首李俊刚自称“紫微星下界，大龙缠身”，自封皇帝，并封有元帅、大臣和娘娘，立国号为“后清”，并制作刀剑、龙旗和官服，向道徒传授“刀枪不入护身咒”，图谋暴乱。共产党员张家奎，曾任合作社会计，其被拉入道后，其家成为收元门聚众练武的场所，张家奎本人被李俊刚封为“杨六郎”；其女儿是共青团员，被李俊刚封为娘娘，昼夜相伴。1957年11月7日，李俊刚率领新老道徒20多名，以张家奎家为集中地、出发点，扛着龙凤杏黄旗向北京进发，在途中被公安人员强行制止。